# Solitarna jezgra
Solitarna jezgra (latinski: nucleus solitarius) u ljudskom je moždanom deblu niz je klastera tijela osjetilnih živaca koje se nalazi u središnjem dijelu produljene moždine (medulla oblongata). Dio je tegmentuma, strukture koja se nalazi u središnjem dijelu moždanog debla (truncus cerebri). Nucleus solitarius prima impulse iz okusnih receptora posredstvom triju kranijalnih (lubanjskih) živaca: VII. kranijalnog živca (nervus facialis) koji prenosi impulse s receptora na dvije trećine prednje strane jezika, IX. kranijalnog živca (nervus glossopharyngeus) koji donosi impulse iz  trećine stražnje strane jezika te X. kranijalnog živca (nervus vagus) koji provodi akcijski potencijal iz grkljana i ždrijela. Sva vlakna zajedno završavaju u rostralnom (tzv. gustatornom) dijelu solitarne jezgre. Odavde se okusni put nastavlja prema mostu (pons) i dalje prema talamusu i moždanoj kori.:315–316 Osim rostralnog dijela postoji i kaudalni dio solitarne jezgre. Ovaj dio prima opća visceralna aferentna vlakna iz četiri lubanjska živca: V. kranijalnog živca (nervus trigeminus), te već spomenutih VII., IX. i X. kranijalnih živaca.:164–166